# Ladonia (Teksas)
Ladonia – miasto w Stanach Zjednoczonych, w stanie Teksas, w hrabstwie Fannin.